# Ton Bus
Antonius Henricus (Ton) Bus (25 mei 1922 – 13 mei 2007) was een Nederlands politicus van de KVP en later het CDA.
Hij was als hoofdcommies werkzaam op de gemeentesecretarie van Ottersum voor hij in juli 1965 benoemd werd tot  burgemeester van de toenmalige Noord-Brabantse gemeente Megen, Haren en Macharen. Hij zou dat tot 1986 blijven. Daarna is Bus nog waarnemend burgemeester geweest van Maasdriel (1987-1988), Millingen aan de Rijn en Ubbergen (1989), Heesch (1990-1992) en Liempde (1993-1996).
In mei 2007 overleed hij op 84-jarige leeftijd waarna hij in Megen werd begraven.